# Hedriodiscus chloraspis
Hedriodiscus chloraspis är en tvåvingeart som först beskrevs av Christian Rudolph Wilhelm Wiedemann 1830.  Hedriodiscus chloraspis ingår i släktet Hedriodiscus och familjen vapenflugor. Inga underarter finns listade i Catalogue of Life.